# 山根寛
山根 寛（やまね ひろし、1949年　-　）は、日本の作業療法学者・作業療法士。京都大学名誉教授、医学博士。「拾円塾」の主催者で、共同作業所、授産施設、グループホームなどの創設や運営の支援を行う。

## 経歴
1972年広島大学工学部卒業。船の設計の傍ら、障害があっても町で暮らす運動「土の会」活動に従事する。1982年に作業療法士の資格を取得し、精神病院で作業療法に従事する。1989年に京都大学医療技術短期大学部助教授、2002年に京都大学医学部教授を歴任した。2016年から京都大学名誉教授。

## 提唱する概念
- こころのバリアフリーの街づくり
- リハビリテーションは生活
- ひとが補助具に

## 著作
- 『精神障害と作業療法』三輪書店, 1997.3
- 『ひとと作業・作業活動 ひとにとって作業とは?どのように使うのか? 第2版』鎌倉矩子,二木淑子共編, 山根寛 著. 三輪書店, 2005.8
- 『作業療法の詩』青海社, 2007.11
- 『作業療法の詩(うた) ふたたび』青海社, 2008.11
- 『治療・援助における二つのコミュニケーション 作業を用いる療法の治療機序と治療関係の構築』三輪書店, 2008.7
- 『冠難辛句 一片の言の葉(刃)でサラリとこころの煙突掃除』青海社, 2011.6
- 『作業療法の知・技・理』金剛出版, 2011.7
- 『臨床作業療法 作業を療法としてもちいるコツ』金剛出版, 2013.7
- 『作業療法覚書 目からウロコの作業料理の本 生かそう,作業の力,作業の魅力』三輪書店, 2014.6
- 『ひとと作業・作業活動 作業の知をとき技を育む 新版』三輪書店, 2015.3
- 『ひとと集団・場 治療や援助,支援における場と集団のもちい方 新版』三輪書店, 2018.1
- 『作業療法臨床の知の背景 その理念と哲学:一臨床の使徒の自分史より』シービーアール, 2020.5
- 『作業療法臨床の知 作業療法臨床の体感の言語化臨床の積み重ねから生まれた作業療法哲学』三輪書店, 2020.7

### 共編著
- 『ひとと作業・作業活動』鎌倉矩子,二木淑子共編, 二木淑子,加藤寿宏共著. 三輪書店, 1999.4
- 『ひとと集団・場 集まり、集めることの利用』鎌倉矩子,二木淑子共編,香山明美、加藤寿宏、長倉寿子共著. 三輪書店, 2000.4
- 『発達障害と作業療法 基礎編』鎌倉矩子,二木淑子共編, 岩崎清隆著. 三輪書店, 2001.6
- 『発達障害と作業療法 実践編』鎌倉矩子,二木淑子共編, 岩崎清隆,岸本光夫著. 三輪書店, 2001.6
- 『作業療法の世界 作業療法を知りたい・考えたい人のために』鎌倉矩子,二木淑子共編, 鎌倉矩子 著. 三輪書店, 2001.6
- 『作業療法士のためのハンドセラピー入門』鎌倉矩子, 二木淑子共編, 中田眞由美著. 三輪書店, 2001.6
- 『食べることの障害とアプローチ』 (作業療法ルネッサンス ひとと生活障害) 加藤寿宏共編. 三輪書店, 2002.5
- 『老年期の作業療法』鎌倉矩子,二木淑子共編, 浅海奈津美,守口恭子著. 三輪書店, 2003.12
- 『園芸リハビリテーション 園芸療法の基礎と事例』(別冊総合ケア) 山根寛 ほか著. 医歯薬出版, 2003.6
- 『精神科リハビリテーション看護』(精神看護エクスペール) 根本英行共責任編集. 中山書店, 2004.11
- 『移ることの障害とアプローチ』 (作業療法ルネッサンス ひとと生活障害) 中村茂美、神作一実、荻原喜重共編. 三輪書店, 2004.9
- 『精神科訪問看護』 (精神看護エクスペール）萱間真美, 根本英行共責任編集. 中山書店, 2005.1
- 『精神看護と関連技法』 (精神看護エクスペール) 責任編集. 中山書店, 2005.9
- 『リエゾン精神看護』 (精神看護エクスペール) 萱間真美共責任編集]. 中山書店, 2006.3
- 『着る・装うことの障害とアプローチ』 (作業療法ルネッサンス ひとと生活障害) 菊池恵美子,岩波君代共編. 三輪書店, 2006.6
- 『伝えることの障害とアプローチ』(作業療法ルネッサンス ひとと生活障害) 編. 三輪書店, 2006.6
- 『衝動性と精神看護』 (精神看護エクスペール) 坂田三允,松下正明共責任編集. 中山書店, 2007.6
- 『創る・楽しむことの障害とアプローチ』 (作業療法ルネッサンス ひとと生活障害) 編. 三輪書店, 2007.6
- 『ひとと音・音楽 療法として音楽を使う』編, 三宅聖子共著. 青海社, 2007.6
- 『土の宿から「まなびやー」の風がふく』木村浩子共著. 青海社, 2009.1
- 『ひとと植物・環境 療法として園芸を使う』編, 澤田みどり共著. 青海社, 2009.5
- 『高次脳機能障害の作業療法』鎌倉矩子,二木淑子共編, 鎌倉矩子,本多留美著. 三輪書店, 2010.6
- 『言葉の力、作業の力 自己を対象とした事例研究を読み解く』濱中直子共編著. シービーアール, 2018.5
- 『治療・援助における二つのコミュニケーション 作業を用いる療法の質的エビデンスの証明 新版』白岩圭悟共著. 三輪書店, 2019.2